# Rush (Fernsehserie, 2008)
Rush ist eine australische Dramaserie, die von Southern Star produziert und vom 2. September 2008 bis zum 17. November 2011 auf dem australischen Sender Network Ten ausgestrahlt wurde. Sie besteht aus vier Staffeln und 70 Episoden. Die Handlung spielt in Melbourne, Victoria und dreht sich um eine taktische Spezialeinheit, die zur Vorbeugung gegen Straftaten und nicht zu ihrer Ermittlung eingesetzt wird.

## Handlung
Rush folgt dem Leben der Mitglieder des renommierten Tactical Response Team (TR), die auf dem wirklichen Police Critical Incident Response Team aus Victoria basiert. Sie ist eine sehr mobile Einheit, die die betrieblichen Lücken zwischen den allgemeinen Aufgaben der Polizei und den Aufgaben des SWAT-Teams abdeckt. Das Team wird zu gewalttätigen Zwischenfällen wie Carjacking, Selbstmorden und bewaffneten Straftaten gerufen. Die Serie konzentriert sich auf die TR-Beamten, ihren Aufklärungsspezialisten Leon Broznic sowie die Leiterin der TR-Verwaltung Inspector Kerry Vincent.
Die meisten der Episoden beinhalten mindestens eine Haupthandlung und eine oder zwei kleinere Nebenhandlungenen, in denen auch das Privatleben der Figuren geschildert wird. Normalerweise ist das Team auf zwei Fahrzeuge verteilt, die jeweils einen eigenen Handlungsstrang bearbeiten und sich erst im Laufe der Episode treffen.

## Produktion
Die Pilotfolge wurde unter dem Arbeitstitel Rapid Response, im Jahr 2004 gedreht und basiert auf einem Drehbuch der früheren australischen Polizeiserie Police Rescue – Gefährlicher Einsatz. In der Pilotfolge waren auch einige Charakter und Schauspieler zu sehen, die später nicht mehr in der Serie auftauchten, darunter auch Matthew Le Nevez, Libby Tanner und Corinne Grant. Die Serie wurde zunächst abgelehnt, aber Jahre später wurde sie in die Produktion aufgenommen, da die importierten Serien von Network Ten durch den 2007–2008 Writers Guild of America Streik betroffen waren. Die Serie wird in Victoria gedreht. Jolene Anderson stieß in der zweiten Staffel zur Besetzung. Eine dritte Staffel wurde von Network Ten am 25. September 2009 bestellt.
Am 12. November 2010 wurde die Produktion einer vierten Staffel mit dreizehn Episoden bestätigt. Wie Ende Oktober 2011 bekannt wurde, hatte Network Ten die Serie von Anfang an nur auf vier Staffeln ausgelegt, sodass diese nun nach der vierten Staffel beendet ist.

## Besetzung
Die Serie wurde bei der SDI Media Germany vertont. Martin Westphal schrieb die Dialogbücher der ersten Staffel, diese Aufgabe übernahm ab der zweiten Staffel Constantin von Jascheroff. Letzterer führte zudem zusammen mit seinen Eltern Mario und Juana die Dialogregie.
| Rolle                              | Schauspieler         | Synchronsprecher          |
| ---------------------------------- | -------------------- | ------------------------- |
| Senior Sergeant Lawson Blake       | Rodger Corser        | Nicola Devico Mamone      |
| Sergeant Brendan „Josh“ Joshua     | Callan Mulvey        | Christoph Banken          |
| Intelligence Officer Leon Broznic  | Samuel Johnson       | Julien Haggége            |
| Inspector Kerry Vincent            | Catherine McClements | Cathlen Gawlich           |
| Senior Constable Michael Sandrelli | Ashley Zukerman      | Constantin von Jascheroff |
| Senior Constable Stella Dagostino  | Nicole da Silva      | Yvonne Greitzke           |
| Constable Christian Tapu           | Kevin Hofbauer       |                           |
| Sergeant Shannon Henry             | Jolene Anderson      |                           |
| Sergeant Dominic „Dom“ Wales       | Josef Ber            | Peter Flechtner           |
| Senior Constable Grace Barry       | Claire van der Boom  | Luisa Wietzorek           |
| Senior Sergeant Charlie Lewis      | Antony Starr         |                           |

## Ausstrahlung
In Australien startete die erste Staffel, die dreizehn Episoden beinhaltet, am 2. September auf dem Sender Network Ten und endete am 25. November 2008. Die zweite Staffel, die aus 22 Episoden besteht, lief vom 16. Juli bis zum 26. November 2009. Die dritte Staffel, die wieder dreizehn Episoden umfasst, wurde vom 22. Juli bis zum 16. Dezember 2010 ausgestrahlt. Vom 1. September bis zum 17. November 2011 war die vierte und auch letzten Staffel auf Network Ten zu sehen.
Ende April 2015 wurde bekanntgegeben, dass die deutsche Version des Bezahlsenders AXN, die deutsche Erstausstrahlung ab 29. Juni 2015 ins Programm nehmen wird.

## DVD-Veröffentlichung
Die komplette erste Staffel erschien in Australien am 30. Juli 2009. Die zweite Staffel wurde aufgeteilt, sodass der erste Teil am 3. Dezember 2009 und der zweite Teil mit den restlichen Episoden am 1. April 2010 erschien. Die dritte Staffel wurde ebenfalls aufgeteilt, sodass der erste Teil am 2. Dezember 2010 und der zweite Teil mit den restlichen Episoden am 3. März 2011 erschien. Die DVD der vierten Staffel erschien am 15. Dezember 2011 in Australien.

## Preise und Nominierungen
AFI Awards
- Nominiert – Beste Dramaserie (2008)
- Gewonnen –  Beste Dramaserie (2010)

AWGIE Awards
- Gewonnen – Beste TV-Serie (2009)

Logie Award
- Nominiert – Beste Aufführung einer TV-Serie – Newcomer – Ashley Zukerman (2009)
- Nominiert – Bester Hauptdarsteller in einer Dramaserie – Callan Mulvey (2009)
- Nominiert – Beste Hauptdarstellerin in einer Dramaserie – Claire van der Boom (2009)
- Nominiert – Beste Dramaserie, Miniserie oder Fernsehfilm (2009)